# Exeristes arundinis
Exeristes arundinis là một loài tò vò trong họ Ichneumonidae.